# Бодмеровская библиотека
Бодмеровская библиотека (более верное название Фонд Бодмера, фр. Fondation Bodmer) — библиотека в пригороде Женевы Колоньи́, в которой хранится большое количество рукописей и редких книг.
Возникла на основе собрания швейцарского библиофила Мартина Бодмера, который в 1951 году приобрёл два особняка в Колоньи для размещения своей коллекции. Незадолго до его кончины в 1970 году управление библиотекой перешло к специальному фонду.
Ныне Бодмеровская библиотека содержит около 170000 книг (в том числе рукописных) на 80 языках.
Среди драгоценных артефактов Бодмеровской библиотеки: коллекция 22 папирусов II—VII веков, включая папирус 66 Бодмера, с одним из древнейших сохранившихся текстов Евангелия от Иоанна (ок. 200 г.), рукопись староримского распева (самая древняя из пяти сохранившихся, XI в.), рукопись сказок братьев Гримм, Библия Гутенберга (единственный в Швейцарии экземпляр, ранее находившийся в Советском Союзе, но в 1931 году проданный советским правительством лондонским аукционистам), автографы струнных квартетов и ре-мажорной квинтет В. А. Моцарта, рукописи «Мадам Бовари» Г. Флобера и «Лотты в Веймаре» Т. Манна и многие другие.
Особый отдел Бодмеровской коллекции посвящён античности, среди прочего здесь хранится единственный сохранившийся манускрипт комедии «Брюзга» Менандра.
Из средневековой коллекции выделяется иллюминированная рукопись «Романа о розе» XIV века.
Некоторые артефакты Бодмеровской библиотеки оцифрованы и выложены для публичного и бесплатного доступа.